# Kanton Grésy-sur-Isère
Kanton Grésy-sur-Isère (francouzsky Canton de Grésy-sur-Isère) je francouzský kanton v departementu Savojsko v regionu Rhône-Alpes. Tvoří ho 11 obcí.

## Obce kantonu
- Bonvillard
- Cléry
- Frontenex
- Grésy-sur-Isère
- Montailleur
- Notre-Dame-des-Millières
- Plancherine
- Sainte-Hélène-sur-Isère
- Saint-Vital
- Tournon
- Verrens-Arvey